# بيدرو كاسادو
بيدرو كاسادو (بالإسبانية: Pedro Casado Bucho)‏ هو لاعب كرة قدم إسباني، ولد في 20 نوفمبر 1937 في مدريد في إسبانيا. شارك مع منتخب إسبانيا لكرة القدم. أما مع النوادي، فقد لعب مع ريال مدريد كاستيا وريال مدريد ونادي ساباديل.

## وصلات خارجية
- بيدرو كاسادو على موقع قاعدة بيانات كرة القدم.إي يو (الإنجليزية)
- بيدرو كاسادو على موقع ناشيونال فوتبول تيمز (الإنجليزية)